# برنامج أماندا
برنامج أماندا هو برنامج مشهد قصير وعرض منوع أمريكي من إنتاج دان شنايدر عرض على نيكولديون في الفترة من 16 أكتوبر 1999 إلى 21 سبتمبر 2002 ، بطولة أماندا بينز ودريك بيل ونانسي سوليفان و ظهر كذلك جون قصير وراكيل ليو جوش بيك ، هذا البرنامج مشتق من برنامج كل ذلك الذي شاركت بينز في بطولته لعدة سنوات .
تم إلغاء البرنامج في نهاية عام 2002 ، بعد نهاية برنامج أماندا دان شنايدر أنشأ مسلسل جديد أسمه دريك أند جوش بطولة دريك بيل و الممثل الكوميدي جوش بيك وميراندا كوسجروف .

## روابط خارجية
- برنامج أماندا على موقع IMDb (الإنجليزية)
- برنامج أماندا على موقع ميتاكريتيك (الإنجليزية)
- برنامج أماندا على موقع كينوبويسك (الروسية)
- برنامج أماندا على موقع قاعدة بيانات الفيلم (الإنجليزية)